# Cohen–Hewitts faktoriseringssats
Inom matematiken är Cohen–Hewitts faktoriseringssats ett resultat som säger att om V är en vänstermodul över en Banachalgebra B med approximativ vänsterenhet {ui}, då kan ett element v i V faktoriseras som v = bw (med b i B, w i V) om lim uiv = v. Satsen introducerades av Paul Cohen (1959) och Edwin Hewitt (1964).